# Église de la Nativité-de-la-Vierge (Kargopol)

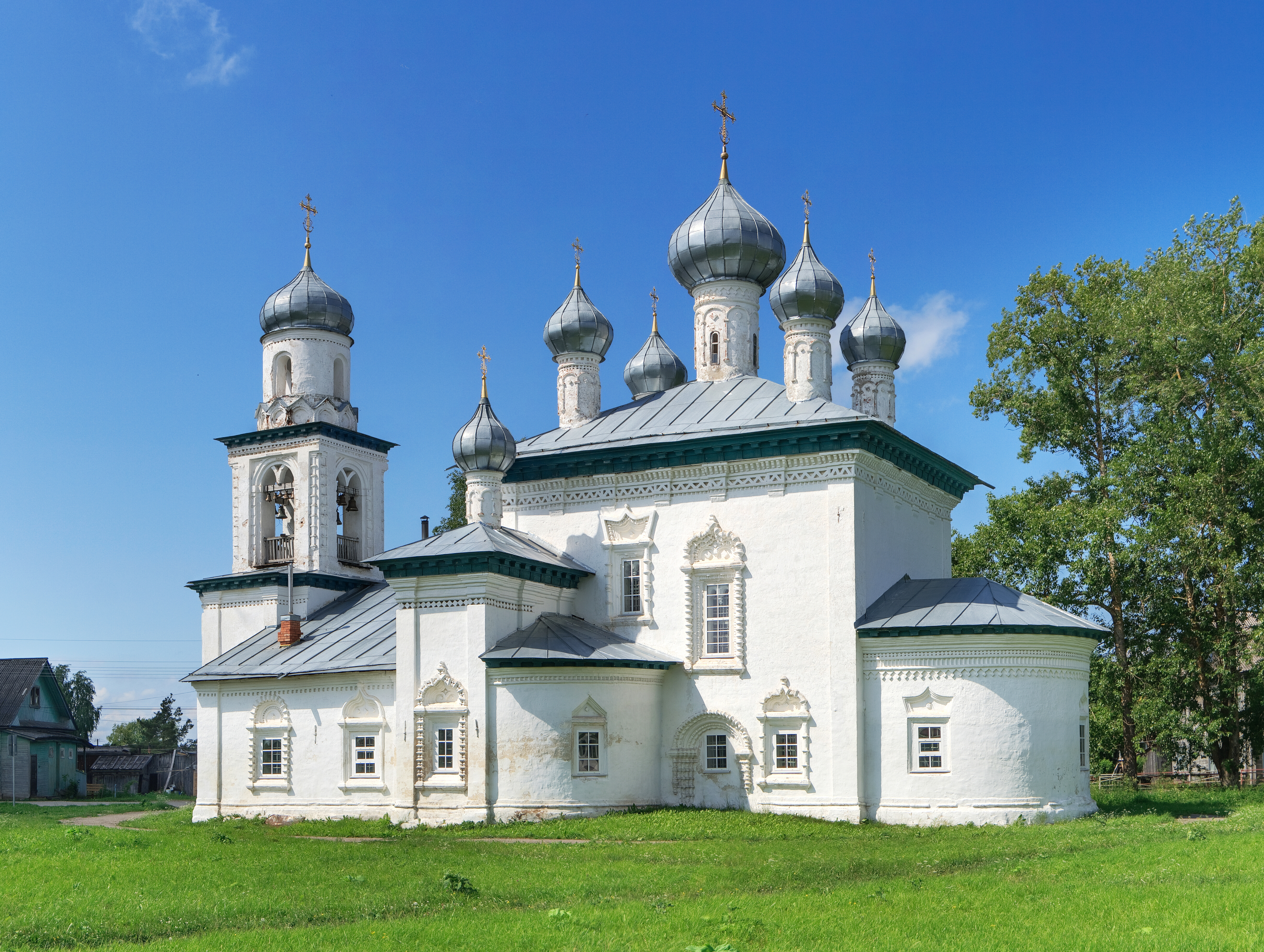
Kargopol, église de la Nativité-de-la-Vierge

L'église de la Nativité-de-la-Vierge (en russe : Церковь Рождества Богородицы (Каргополь)) est une église orthodoxe à cinq coupoles située dans la ville de Kargopol dans l'oblast d'Arkhangelsk en fédération de Russie. L'édifice est classé dans la liste du patrimoine culturel de la Russie au niveau fédéral. 

## Histoire
Le début de la construction de l'église date de 1678 et est une initiative d'un marchand du nom de Stéphane Pometiaiev. Selon le projet initial, il ne devait y avoir qu'une seule chapelle latérale, mais le frère du marchand, André Pometiaiev, insista pour en ajouter une deuxième. La chapelle située au sud est dédiée à Clément de Rome et à l'archidiacre Laurent de Rome, celle située au nord à André Stratilate (en) et à l'archidiacre Étienne. La construction a été achevée en 1682. Le clocher, ajouté en 1844, s'intègre à la silhouette du bâtiment.
La paroisse était la seule de Kargopol à être en activité durant la période soviétique. Elle n'a pratiquement pas dû interrompre ses activités et a pu conserver sa décoration intérieure et poursuivre son activité selon ses traditions. Aujourd'hui, l'église orthodoxe poursuit son activité dans l'église.  

## Architecture et décoration
L'église s'étend d'est en ouest et est conçue sans pilier. La structure cubique est surmontée de coupoles posées sur des minces tambours (les croix dorées à motifs sont inhabituelles pour Kargopol). Tout autour du cube sont disposés le chevet, les absides et la trapeznaïa ajoutée en 1844 près du clocher.
Les fenêtres sur la façade du cube central ne sont pas placées en rangées droites, mais de manière oblique du coin inférieur droit au coin supérieur gauche. Chaque chambranle qui entoure les fenêtres est composé d'une décoration unique et différente des autres. Les sommets des murs sont garnis de frises de briques sous les corniches. 

## Photos

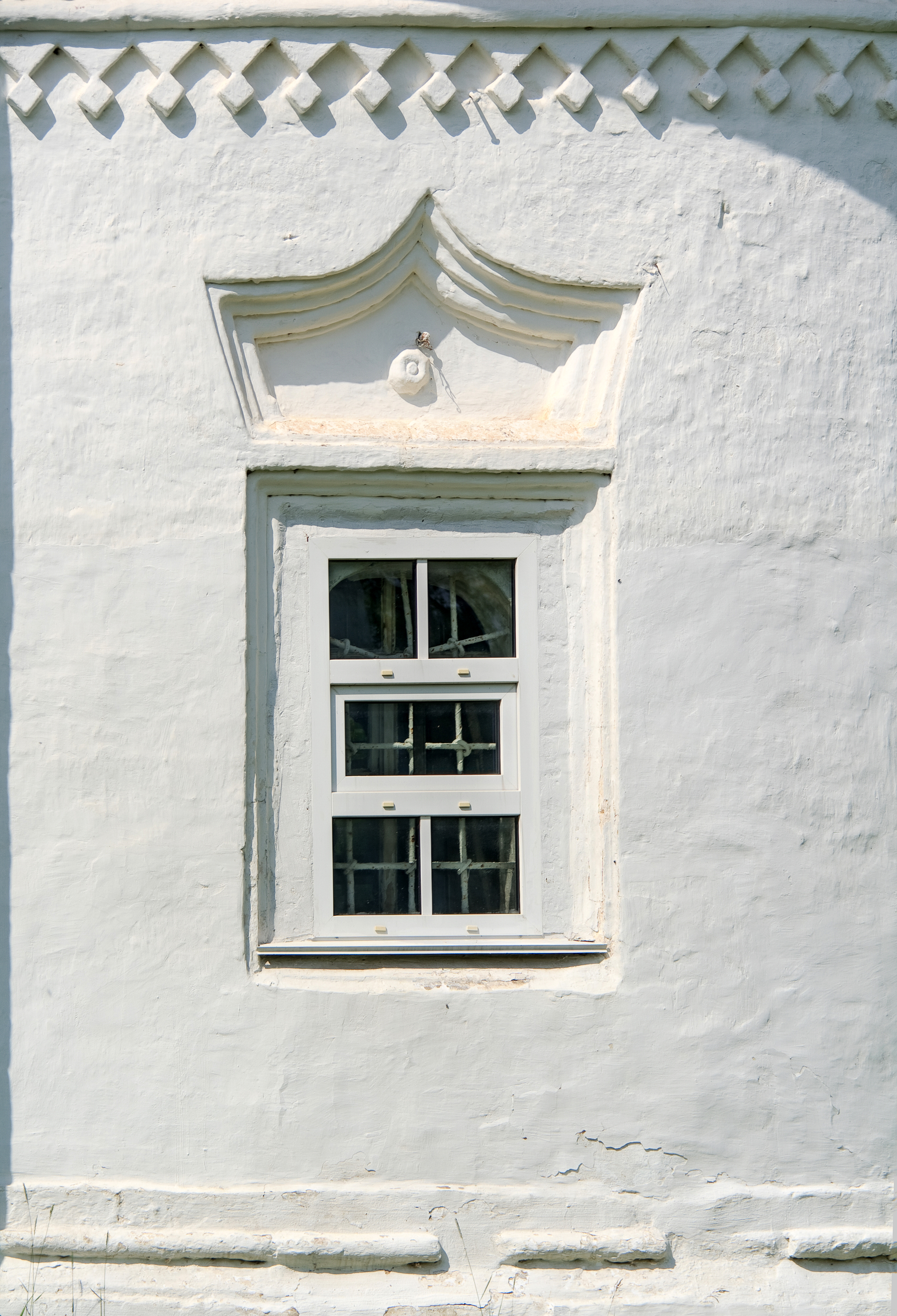
Kargopol. Église de la-Nativité-de-la-Vierge
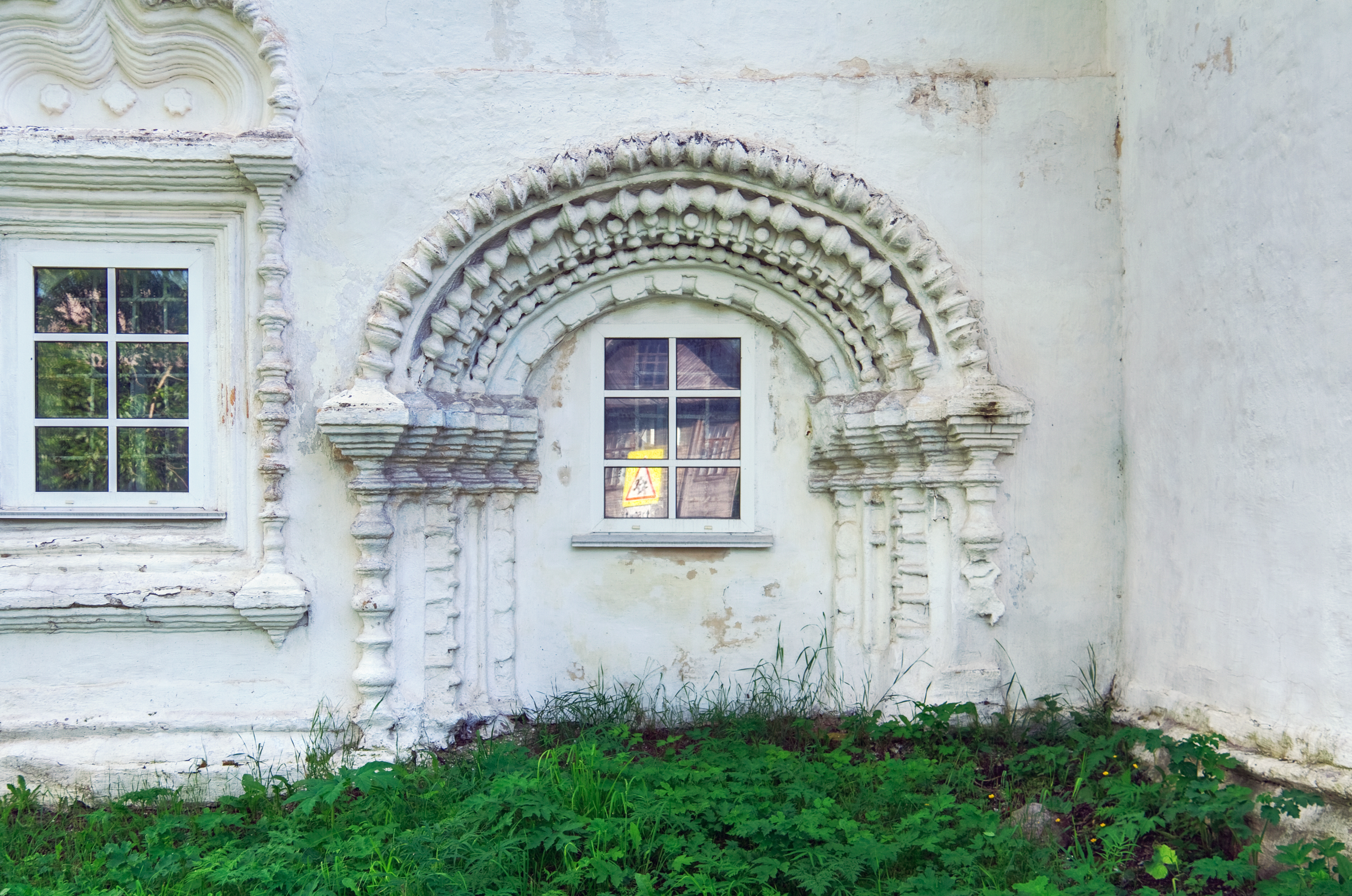
Kargopol. Les chambranles tous différents
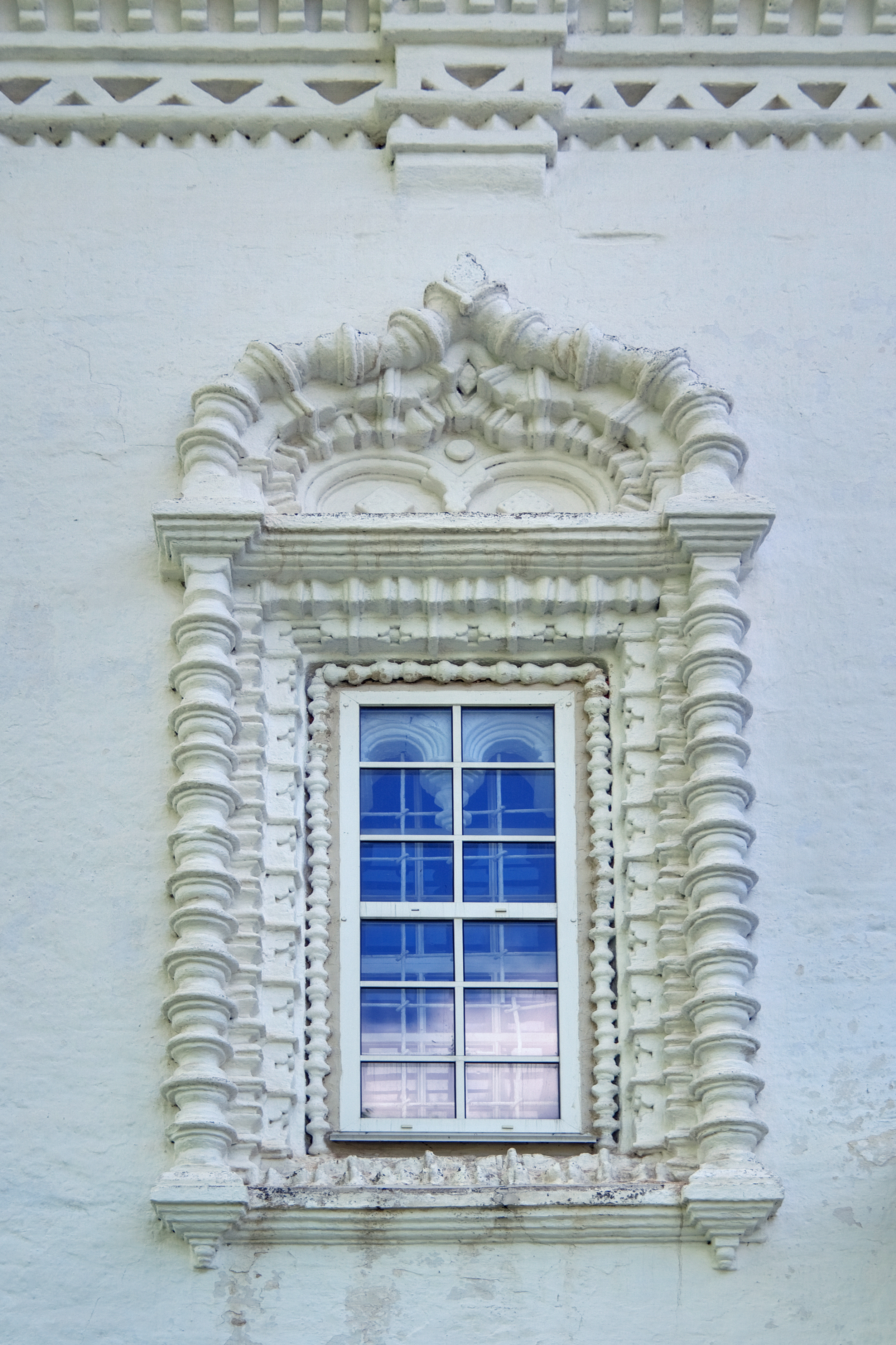
Kargopol. Différents chambranles
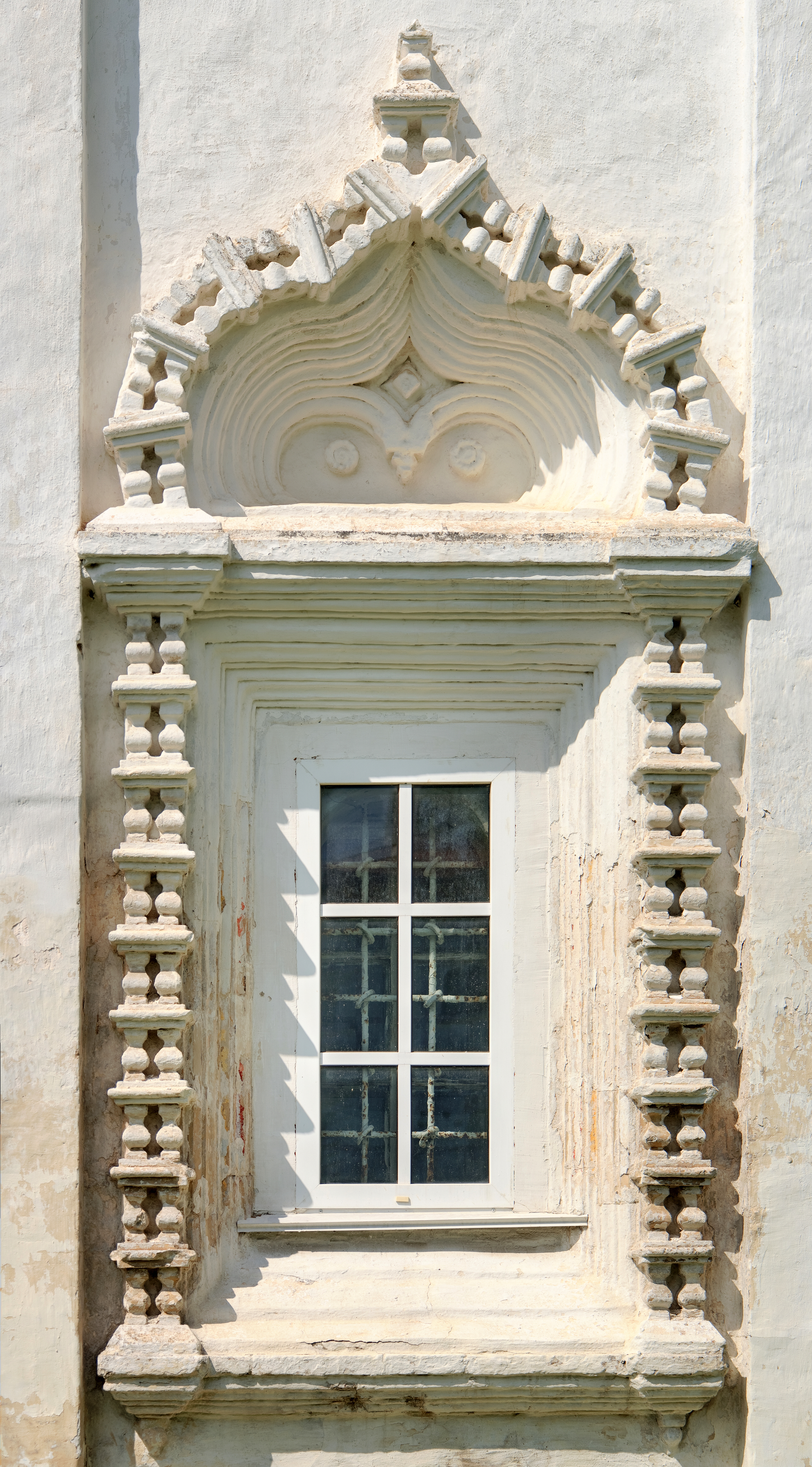
Kargopol. Chambranles variés